# アルベルト・フォン・トゥルン・ウント・タクシス (1983年生)
アルベルト・プリンツ・フォン・トゥルン・ウント・タクシス（ドイツ語:Albert Maria Lamoral Miguel Johannes Gabriel Prinz von Thurn und Taxis, 1983年6月24日 - ）は、ドイツの実業家、億万長者、ソーシャライト。トゥルン・ウント・タクシス侯爵家の現当主。全名はアルベルト・マリア・ラモラル・ミゲル・ヨハネス・ガブリエル（Albert Maria Lamoral Miguel Johannes Gabriel）。

## 経歴
1990年、父の死により8歳で侯爵家の家長位と財産を相続し、同時に世界最年少のビリオネアとなった。純資産は2009年の時点でおよそ21億ドルと見積もられている。アルベルトは1990年より世界最年少ビリオネアの地位を保ち続けていたが、26歳になった2010年、25歳で40億ドルの資産を獲得したFacebookの創設者マーク・ザッカーバーグにその地位を奪われた。
アルベルトはトゥルン・ウント・タクシス侯ヨハネスと、1980年代にメディアの注目を集めていた侯爵夫人グロリアの間の長男として生まれ、1990年に侯爵家の家督と財産を受け継いだが、母グロリアがアルベルトの成人まで財産を管理した。アルベルトはローマの高校を卒業すると軍務に就き、その後エディンバラ大学で神学と経済学を学んだ。レーシングドライバーでもあり、2007年のドイツADAC GTマスターズでは所属チームとともに準優勝を果たした。
アルベルトは2008年、米『フォーブス』誌が発表した「最も注目されている若手の王族20人（20 Hottest Young Royals）」のランキングにおいて11位にランクインした。

## 企業活動
トゥルン・ウント・タクシス家は、神聖ローマ帝国の郵便制度（帝国郵便）を開拓し司った一族である。ヨーロッパ大陸における制度の発展に大きな役割を果たす一方で、郵便網の支配によって巨万の富を蓄積し、帝国諸侯にも列せられた。
現在、トゥルン・ウント・タクシス家の企業活動は5つの重点部門を持つ。
第1は営林・木材業である。1960年代にカナダの森林を購入したが、そのときに海岸線を所有林に取り込み、養殖業まで発展した。木材業は製品の加工まで系列化されている。営林地は広大である。ドイツではバイエルン州とバーデン＝ヴュルテンベルク州に、カナダではブリティッシュコロンビア州に、合衆国ではジョージア州とフロリダ州に所有・経営している。
第2は不動産・農業である。ドイツの古くからの所有地に加え、イリノイ州とマット・グロッソ州で1960年代頃から購入され続けた用地は、1980年から適地適作化と機械化が進んだ。基金を組んだ不動産投資・都市開発にも精力的である。
第3は金融業である。1923年に「農林銀行株式会社」を設立。1965年にミュンヘンへ本店を移した。1988年、同行の決済額は8億6000マルクであった。金融部門はコンツェルン化したり、ルパート・マードックのスポークスマン、アンドリュー・ブッチャーとButcher & Co を共同経営したり、アメリカ東海岸の大ブローカーでワコビアの前身であったWachovia Securities へ25％以下を出資したりした。
第4はビールである。1989年は有限会社として8000万マルクを売り上げた。1996年、醸造所はパウラナー醸造所へ売却されたが、いまなお同家のブランドで売っている。
第5は工業である。プフォルツハイムにあるドドゥコ・グループは、電子産業や自動車産業で利用される貴金属含有の接触部原材料を製造する世界的な最重要メーカーである。タクシス家は1987年からグループを専有している。1989年の売上げは約6億マルクであった。1984年、日本にも代理店が置かれたが、それは先進国のあちこちに代理店が置かれた最後である。